# مصرف التسليف الشعبي
مصرف التسليف الشعبي، (بالإنجليزية: Popular Credit Bank) هو مصرف حكومي سوري، تأسس بموجب المرسوم التشريعي رقم /74/ لعام 1966، ويهدف إلى دعم التنمية الاقتصادية والاجتماعية في سوريا، لا سيما من خلال تمويل ذوي الدخل المحدود والمشروعات الصغيرة والمتوسطة والحرفيين, ويخضع لإشراف مصرف سورية المركزي.

## إدارة المصرف
يشرف على إدارة مصرف التسليف الشعبي مجلس إدارة مستقل، ويُحدد استراتيجيات المصرف وسياساته العامة. ويشغل حاليًا السيد عدنان أحمد حسن منصب المدير العام للمصرف 

## إنتشار المصرف
لدى مصرف التسليف الشعبي شبكة فروع تضم 64 فرعًا موزعة على مختلف المدن والبلدات السورية 

## خدمات المصرف
يُقدّم مصرف التسليف الشعبي مجموعة واسعة من الخدمات المصرفية التي تشمل:
- القروض: يقدم المصرف قروضًا ميسرة لذوي الدخل المحدود، بالإضافة إلى تمويل الفعاليات الإنتاجية المختلفة مثل المنشآت الصغيرة والمتوسطة.

- التسهيلات المصرفية: تشمل تقديم التسهيلات للمشروعات في مختلف القطاعات الإنتاجية، بما في ذلك التجارة، والمهن، والحرف، والصناعات.

- الخدمات المصرفية غير الائتمانية: تشمل الحوالات المالية، إصدار الشيكات المصدقة، وتقديم الكفالات.

- توطين الرواتب: يوفر المصرف خدمات توطين الرواتب للعاملين في القطاعين العام والخاص.

- الودائع: قبول الودائع وحسابات التوفير.

- شهادات الاستثمار: إصدار وتسويق وبيع شهادات الاستثمار للمستثمرين.

- تمويل السيارات: تقديم قروض مخصصة لشراء السيارات.

## وصلات خارجية
- مصرف سورية المركزي.
- سوق دمشق للأوراق المالية.
- مصرف التسليف الشعبي.